# Leucania misteca
Leucania misteca är en fjärilsart som beskrevs av William Schaus 1898. Leucania misteca ingår i släktet Leucania och familjen nattflyn. Inga underarter finns listade i Catalogue of Life.